# Igor Buldakov
Igor Buldakov –en ruso, Игорь Булдаков– (26 de agosto de 1930-30 de abril de 1979) fue un deportista soviético que compitió en remo.
Participó en los Juegos Olímpicos de Melbourne 1956, obteniendo una medalla de plata en la prueba de dos sin timonel. Ganó cuatro medallas en el Campeonato Europeo de Remo entre los años 1953 y 1956.

## Palmarés internacional
| Juegos Olímpicos   | Juegos Olímpicos         | Juegos Olímpicos | Juegos Olímpicos |
| Año                | Lugar                    | Medalla          | Prueba           |
| ------------------ | ------------------------ | ---------------- | ---------------- |
| 1956               | Melbourne (Australia)    | Medalla de plata | Dos sin timonel  |
| Campeonato Europeo |                          |                  |                  |
| Año                | Lugar                    | Medalla          | Prueba           |
| 1953               | Copenhague (Dinamarca)   | Medalla de oro   | Dos sin timonel  |
| 1954               | Ámsterdam (Países Bajos) | Medalla de plata | Dos sin timonel  |
| 1955               | Gante (Bélgica)          | Medalla de oro   | Dos sin timonel  |
| 1956               | Bled (Yugoslavia)        | Medalla de oro   | Dos sin timonel  |